# Tentacle Ridge
Tentacle Ridge är en bergstopp i Antarktis. Den ligger i Östantarktis. Australien gör anspråk på området. Toppen på Tentacle Ridge är 1 378 meter över havet.
Terrängen runt Tentacle Ridge är kuperad åt nordost, men åt sydväst är den platt. Trakten är obefolkad. Det finns inga samhällen i närheten. 